# Zona Franca Río Negro
La Zona Franca Río Negro, está ubicada en el Departamento homónimo, más precisamente en la ciudad de Fray Bentos, Uruguay.

## Ubicación
La Zona Franca Río Negro está estratégicamente ubicada en la cabecera del Puente Internacional Lib. Gral. José de San Martín, que une Uruguay con Argentina. Situada a sólo 340 km del Puerto de Montevideo, es el lugar ideal para atender los flujos de mercaderías cuyo destino son las ciudades más importantes de la región.
Se ubica a 280 km de Buenos Aires,  1250 km de Asunción del Paraguay y a 920 km de Porto Alegre.

## Infraestructura
La Zona Franca Río Negro ocupa un área total de 53 ha. Sus 14 ha desarrolladas cuentan con todos los siguientes servicios esenciales 8.000 m² de depósitos, 290 m² de oficinas, playa de contenedores para 15.000 unidadesgenerales de uso exclusivo, Autoelevadores y grúas, vigilancia privada permanente, terrenos con infraestructura completa para la Construcción de Depósitos propios. 